# Nicola Spaldin
Nicola Ann Spaldin FRS (Sunderland, 1969) é uma cientista dos materiais britânica, professora de ciência dos materiais do Instituto Federal de Tecnologia de Zurique, conhecida por suas pesquisas pioneiras sobre multiferroicos.

## Prêmios e honrarias
Spaldin recebeu o Prêmio Körber de Ciência Europeia de 2015.  Spaldin é fellow da American Physical Society (2008) e da American Association for the Advancement of Science (2013), e recebeu o Prêmio James C. McGroddy para Novos Materiais de 2010. Foi uma das laureadas com os Prêmios L'Oréal-UNESCO para mulheres em ciência de 2017. Foi eleita membro da Royal Society (FRS) em 2017.